# Прайс, Бонами
Бонами Прайс (22 мая 1807 — 8 января 1888) — британский экономист и педагог, научный писатель. Как исследователь специализировался на политической экономии.

## Биография
Бонами Прайс родился в Сент-Питер-Порте на острове Гернси (Нормандские острова), образование получил в Ворчестерском колледже Оксфорда, поступив туда в 1825 году и получив степень в 1829 году. 
С 1830 по 1850 год Прайс был помощником преподавателя в школе Рагби. Затем несколько лет жил в Лондоне, занимаясь предпринимательством и литературной работой, был членом различных королевских комиссий. Женился в 1864 году. 
В 1868 году Б. Прайс был избран Драммондским профессор политической экономии в Оксфорде и трижды переизбирался на эту должность, занимая её до конца жизни. В 1883 году был избран почётным членом своего колледжа. В дополнение к своей профессорской деятельности был также популярным лектором по политической экономии. 
Бонами Прайс скончался 8 января 1888 года в городе Лондоне.
Кроме многих работ в экономических журналах, отдельно были изданы следующие его труды: «The anglo-catholic theory» (1852), «The principles of currency» (1869), «Currency and banking» (1876) и «Chapters on practical political economy» (1878, переиздано в 1882 году).